# Jan Fischer
Jan Fischer (Prága, 1951. január 2. –) politikus, Csehország miniszterelnöke 2009. május 8-ától 2010. július 13-áig. Ezt megelőzően a Cseh Statisztikai Hivatal elnöke volt 2003-tól.

## Életrajza
Édesapja matematikus, statisztikus, a Cseh Tudományos Akadémia tudományos munkatársa volt.
1974-ben fejezte be tanulmányait a prágai Közgazdasági Egyetemen.
Utána a csehszlovák Szövetségi Statisztikai Hivatalban dolgozott, ezen belül a nyolcvanas évek elején a Szociális és Gazdasági Információk Kutatóintézetében volt kutató. 1985-ben a közgazdasági statisztika területén kandidátusi címet szerzett.
1990-ben a szövetségi statisztikai hivatal alelnöke lett, 1993-tól pedig már a Cseh Statisztikai Hivatal alelnöke volt.
A 90-es évek elejétől a parlamenti és önkormányzati választások eredményeit feldolgozó munkacsoportot vezette.
Feladatai közé tartozott a kapcsolattartás az EU statisztikai hivatalával, az Eurostattal is.
2001-ben az Nemzetközi Valutaalap kiküldetésében a statisztikai szolgálat létrehozásának lehetőségét vizsgálta Kelet-Timorban.
Számos tekintélyes tudományos intézmény tagja, köztük a prágai Közgazdasági Egyetem tudományos és igazgatótanácsának, a Cseh Statisztikai Társaságnak, a Nemzetközi Statisztikai Intézetnek (ISI), valamint az Ústí nad Labem-i Egyetem tudományos tanácsának.
1980 és 1989 között tagja volt Csehszlovákia Kommunista Pártjának.
Második házasságában él, három gyermek édesapja.

## Miniszterelnöki kinevezése
Mirek Topolánek kormányának összeomlása, a parlamenti bizalmatlansági szavazás elvesztése után Václav Klaus köztársasági elnök Fischert javasolta miniszterelnöknek az októberre előirányzott parlamenti választásokig. Jan Fischer 2009. május 8-án felállította az új cseh kormányt.